# 化灯籠

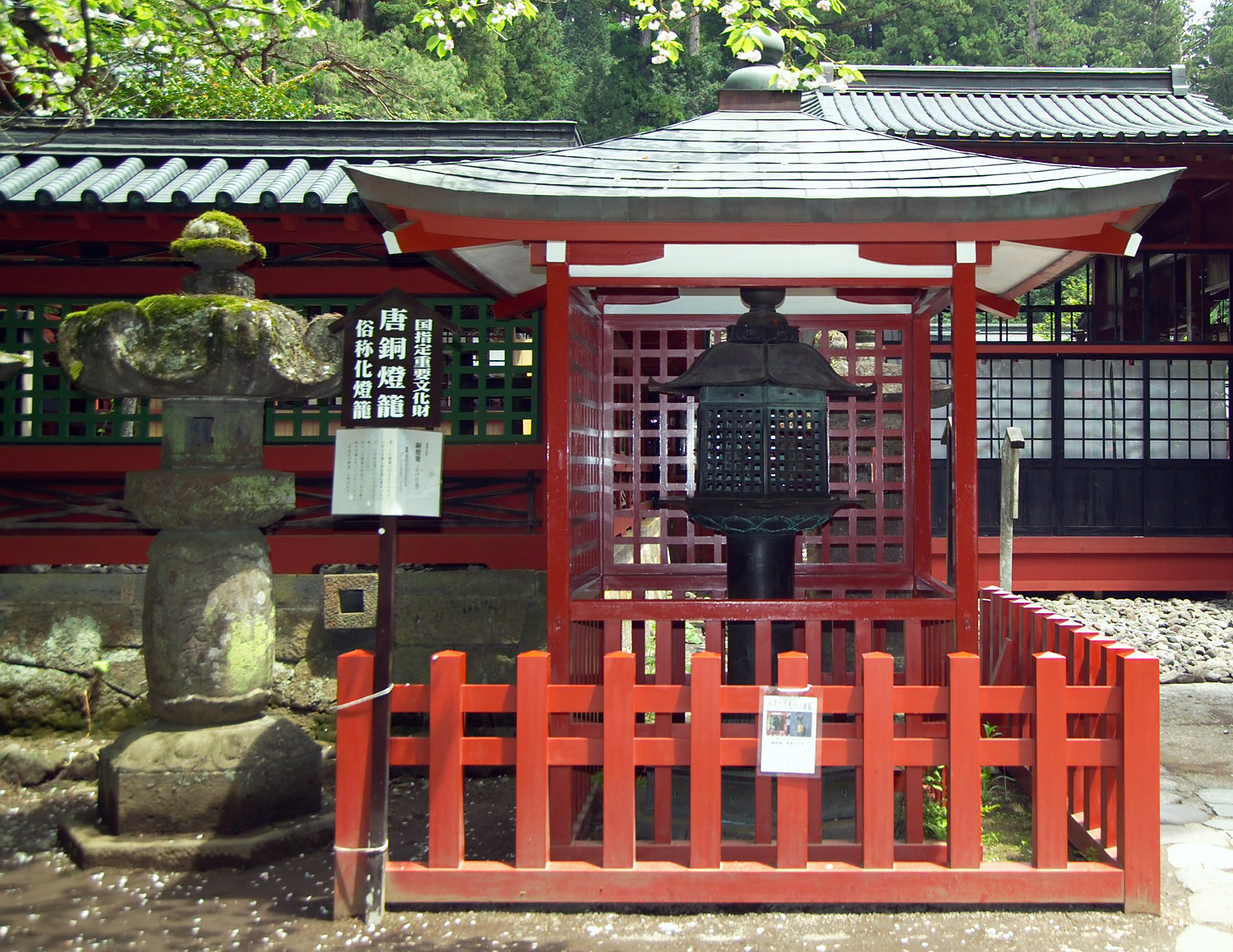
日光二荒山神社の銅灯籠

化灯籠、化け灯籠（ばけとうろう）は、栃木県の日光二荒山神社に鎌倉時代に奉納された銅灯籠（唐銅灯籠）の俗称、およびその灯籠にまつわる怪異譚。
夜になってからこの灯籠に火を入れると、すぐに燃料の油が尽きて火が消えてしまい、何度やっても同じ結果だった。また灯籠を灯すと、周りのものが2重に見えたり、灯籠そのものが様々な姿に変化したともいわれる。警固の武士たちはこれを怪しみ、毎晩のように刀で斬りつけた末、灯籠は通常通り機能するようになったという。このために現在でも、この灯籠の受け皿には無数の刀傷が残されている。
化け灯籠の怪異の正体は、暗闇の中で灯籠の火が風に揺らめく姿が不気味に見えたため、または灯籠の油をモモンガやムササビが嘗めに来たものとの説があるが、真相は不明である。
怪異の元となった銅灯籠は日光二荒山神社が保有する重要文化財のひとつに指定されている。